# Европско првенство у атлетици у дворани 2009 — троскок за жене
Такмичење у троскоку у женској конкуренцији на Европском првенству у атлетици 2009. у Торину одржано је у 6. и 8. марта. Такмичење је одржано у мулти-спортској дворани Овал Лињото.
Титулу освојену у Торину 2007, није бранила Карлота Кастријана из Шпаније.

## Земље учеснице
Учествовала је 21 такмичарка из 16 земаља.
1. Белорусија (2)
2. Грчка (1)
3. Естонија (2)
4. Италија (1)
5. Јерменија (1)
6. Немачка (1)
7. Пољска (1)
8. Румунија (2)
9. Русија (1)
10. Словачка (1)
11. Словенија (2)
12. Србија (1)
13. Украјина (1)
14. Француска (2)
15. Чешка (1)
16. Шпанија (1)

## Рекорди
| Рекорди пре почетка Европског првенства 2009. | Рекорди пре почетка Европског првенства 2009. | Рекорди пре почетка Европског првенства 2009. | Рекорди пре почетка Европског првенства 2009. | Рекорди пре почетка Европског првенства 2009. | Рекорди пре почетка Европског првенства 2009. |
| --------------------------------------------- | --------------------------------------------- | --------------------------------------------- | --------------------------------------------- | --------------------------------------------- | --------------------------------------------- |
| Светски рекорд                                | Татјана Лебедева                              | Русија                                        | 15,36                                         | Будимпешта, Мађарска                          | 6. март 2004                                  |
| Европски рекорд                               | Татјана Лебедева                              | Русија                                        | 15,36                                         | Будимпешта, Мађарска                          | 6. март 2004                                  |
| Рекорди европских првенстава                  | Ејша Хансен                                   | Уједињено Краљевство                          | 15,16                                         | Валенсија, Шпанија                            | 28. фебруар 1998                              |
| Најбољи светски резултат сезоне у дворани     | Анастасија Таранова-Потапова                  | Русија                                        | 14,67                                         | Волгоград, Русија                             | 24. фебруар 2009                              |
| Најбољи европски резултат сезоне у дворани    | Анастасија Таранова-Потапова                  | Русија                                        | 14,67                                         | Волгоград, Русија                             | 24. фебруар 2009                              |
| Рекорди после Европског првенства 2009.       |                                               |                                               |                                               |                                               |                                               |
| Најбољи светски резултат сезоне у дворани     | Анастасија Таранова-Потапова                  | Русија                                        | 14,68                                         | Торино, Италија                               | 8. март 2009                                  |
| Најбољи европски резултат сезоне у дворани    | Анастасија Таранова-Потапова                  | Русија                                        | 14,68                                         | Торино, Италија                               | 8. март 2009                                  |

### Најбољи европски резултати у 2009. години
Десет најбољих европских троскокашица у дворани 2009. године пре почетка првенства (4. марта 2009), имале су следећи пласман на европској и светској (СРЛ) ранг листи.
| 1.  | Анастасија Таранова-Потапова | Русија    | 14,67 | 24. фебруар | 1. СРЛ  |
| 2.  | Оксана Удмуртова             | Русија    | 14,62 | 24. јануар  | 2. СРЛ  |
| 3.  | Марија Шестак                | Словенија | 14,52 | 12. фебруар | 4. СРЛ  |
| 4.  | Кристина Бујин               | Румунија  | 14,35 | 25. фебруар | 5. СРЛ  |
| 5.  | Дана Велдјакова              | Словачка  | 14,30 | 13. фебруар | 6. СРЛ  |
| 6.  | Магделин Мартинез            | Италија   | 14,28 | 22. фебруар | 7. СРЛ  |
| 7.  | Биљана Топић                 | Србија    | 14,27 | 7. фебруар  | 8. СРЛ  |
| 8.  | Кајре Лејбак                 | Естонија  | 14,20 | 4. фебруар  | 10.СРЛ  |
| 9.  | Снежана Родич                | Словенија | 14,18 | 24. јануар  | 11.СРЛ  |
| 10. | Ана Крилова                  | Русија    | 14,14 | 15. фебруар | 13. СРЛ |

Такмичарке чија су имена подебљана учествују на ЕП 2009.

## Сатница
| Датум   | Време |               |
| ------- | ----- | ------------- |
| 4. март | 9:00  | Квалификације |
| 5. март | 14:45 | Финале        |

## Освајачи медаља
|                                     |                         |                          |
| Анастасија Таранова-Потапова Русија | Марија Шестак Словенија | Дана Валдјакова Словачка |

На такмичењу су оборена 3 национална и 3 лична рекорда и 6 најбољих личних резултата сезоне.

## Резултати

### Квалификације
Квалификациона норма (КВ) за осам места у финалу износила је 14,15 м. Норму су испуниле две такмичарке, а шест се пласирало на основу постигнутог резултата (кв).
| Пласман | Такмичарка                   | Држава     | #1    | #2    | #3    | Резултат | Белешка |
| ------- | ---------------------------- | ---------- | ----- | ----- | ----- | -------- | ------- |
| 1       | Марија Шестак                | Словенија  | 14,52 |       |       | 14,52    | КВ      |
| 2       | Параскеви Папахристу         | Грчка      | 14,47 |       |       | 14.47    | КВ, ЛР  |
| 3       | Терез Нзола Мезо Ба          | Француска  | x     | 13,95 | 14,14 | 14,14    | кв      |
| 4       | Дана Велдјакова              | Словачка   | x     | 13,90 | 14,13 | 14,13    | кв      |
| 5       | Биљана Топић                 | Србија     | 14,08 | x     | x     | 14,08    | кв      |
| 6       | Ами Зонго                    | Француска  | 13,51 | 14,07 | 13,98 | 14,07    | кв      |
| 7       | Анастасија Таранова-Потапова | Русија     | 14,03 | 14,06 | 13,87 | 14,06    | кв      |
| 8       | Снежана Родич                | Словенија  | 13,68 | 14,06 | 13,70 | 14,06    | кв      |
| 9       | Кајре Лејбак                 | Естонија   | 13,94 | 13,91 | 13,99 | 13,99    |         |
| 10      | Кристина Бујин               | Румунија   | 13,77 | 13,94 | 13,59 | 13,94    |         |
| 11      | Магделин Мартинез            | Италија    | 13,91 | 13,74 | 13,88 | 13,91    |         |
| 12      | Кармен Тома                  | Румунија   | x     | 13,55 | 13.88 | 13,88    |         |
| 13      | Катја Демут                  | Немачка    | x     | 13,76 | 13,64 | 13,76    |         |
| 14      | Svitlana Mamyeyeva           | Украјина   | 13,73 | x     | 13,49 | 13,73    |         |
| 15      | Патрисија Сарапио            | Шпанија    | 13,73 | x     | 13,40 | 13,73    | ЛРС     |
| 16      | Јоана Скибињска              | Пољска     | x     | 13,69 | x     | 13,69    |         |
| 16      | Наталија Вјаткина            | Белорусија | x     | x     | 13,69 | 13,69    | ЛР      |
| 18      | Настасија Мирончук           | Белорусија | 13,60 | 13,37 | 13,48 | 13,60    |         |
| 19      | Лиане Пинтсар                | Естонија   | 13,41 | 13,12 | 12,05 | 13,41    |         |
| 20      | Haykanush Beklaryan          | Јерменија  | x     | x     | 12,57 | 12.57    | НР      |
|         | Мартина Шестакова            | Чешка      | x     | x     | x     | БП       |         |

### Финале
| Плас. | Атлетичарка                  | Држава    | #1    | #2    | #3    | #4    | #5    | #6    | Резултат | Белешка |
| ----- | ---------------------------- | --------- | ----- | ----- | ----- | ----- | ----- | ----- | -------- | ------- |
|       | Анастасија Таранова-Потапова | Русија    | 14,51 | 14,47 | 14,68 | –     | 14,44 | x     | 14,68    | ЛР      |
|       | Марија Шестак                | Словенија | 14,46 | 13,23 | 14,20 | 14,34 | 14.60 | 14,49 | 14,60    | ЛРС     |
|       | Дана Велдјакова              | Словачка  | x     | x     | 14,40 | 14,19 | 14,07 | x     | 14,40    | НР      |
| 4     | Биљана Топић                 | Србија    | 14,14 | x     | 14,15 | 14,32 | 14,37 | x     | 14,37    | НР      |
| 5     | Терез Нзола Мезо Ба          | Француска | x     | 14,31 | x     | 13,87 | 14,02 | 13,63 | 14,31    | ЛРС     |
| 6     | Снежана Родич                | Словенија | 13,87 | x     | x     | x     | 13,86 | 13,77 | 13,87    |         |
| 7     | Ами Зонго                    | Француска | 13,86 | x     | x     | x     | 13,26 | 13,69 | 13,86    |         |
|       | Параскеви Папахристу         | Грчка     | x     | x     | x     | x     | x     | –     | БП       |         |